# Edmund Hess
Edmund Hess, nemški matematik, * 1843, † 1903.
Hess je odkril večje število pravilnih politopov.

## Vira
1. 1 2  http://www.uni-marburg.de/uniarchiv/pkat/details?id=9859

- Regular Polytopes, (3rd edition, 1973), Dover edition, ISBN 0-486-61480-8 (p. 286)
- Hess E Uber die regulären Polytope höherer Art, Sitzungsber Gesells Beförderung gesammten Naturwiss Marburg, 1885, 31-57